# Người Gbaya
Người Gbaya (còn được viết là Gbeya hay Baya) là một dân tộc ở khu vực phía tây của Cộng hòa Trung Phi, đông-trung Cameroon, phía bắc Cộng hòa Congo và phía tây bắc của Cộng hòa Dân chủ Congo. Trong nửa đầu thế kỷ 20, người Gbaya đã tham gia vào một số cuộc nổi dậy chống lại sự thống trị của thực dân Đức và sau đó là Pháp.
Ở các vùng nông thôn, người Gbaya chủ yếu trồng ngô, sắn, khoai mỡ, đậu phộng, thuốc lá, cà phê và gạo, trong đó hai loại cuối do người Pháp mang đến. Ngày nay, nhiều người Gbaya theo Cơ đốc giáo, mặc dù thuật phù thủy cũng được thực hành, được gọi là dua.

## Lịch sử

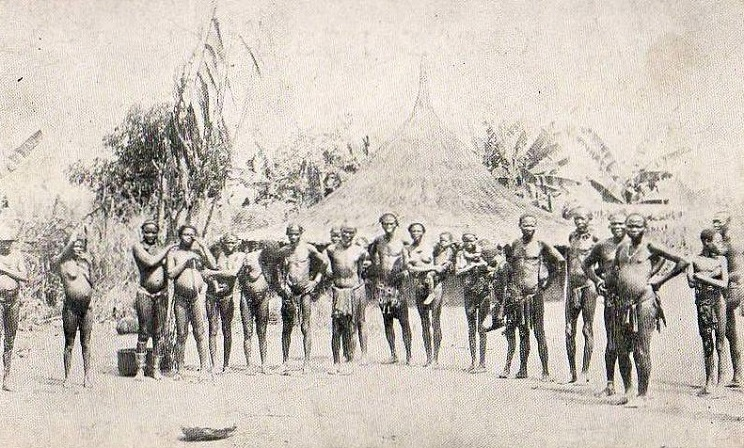
Ngôi làng của người Gbaya vào khoảng năm 1900.

Người Gbaya đã có mặt ở Trung Phi ít nhất từ thế kỷ 16. Các nghiên cứu khảo cổ đã xác định nguồn gốc của họ nằm ở đâu đó trong thung lũng hạ lưu sông Lobaye. Vào đầu thế kỷ 19, một số bộ lạc Gbaya đã di cư đến khu vực phía đông Cameroon ngày nay.
Trong suốt thế kỷ 19, một loạt các cuộc chiến tranh đã nổ ra giữa các tộc người Gbaya với các tộc người Fulani của Khalifah Sokoto. Những cuộc chiến này được đánh dấu bằng các cuộc truy quét nô lệ trên diện rộng, dẫn đến việc người Fulani bắt giữ một số lượng lớn người Gbaya.
Cuộc tiếp xúc đầu tiên với người châu Âu là vào năm 1892, khi nhà thám hiểm người Pháp Antoine Mizon tiến vào lãnh thổ của người Gbaya sau khi đi men theo sông Sangha.
Vào đầu những năm 1900, khu vực người Gbaya sinh sống đã trở thành một phần của Cameroon thuộc Đức. Người Gbaya, vốn có truyền thống sống trong các cộng đồng nông thôn nhỏ, cực kỳ phẫn nộ với quá trình đô thị hóa cưỡng bức do người Đức mang lại. Nhiều bộ lạc ban đầu phản ứng bằng cách di chuyển đến các khu vực hẻo lánh, nhưng một chiến dịch trấn áp của Đức đã sớm buộc họ phải phục tùng. Đến năm 1910, tất cả các bộ lạc kháng cự đã bị khuất phục và các thủ lĩnh của họ bị treo cổ. Từ năm 1912 trở đi, nhiều bộ lạc Gbaya buộc phải thu gom cao su cho quân Đức.
Khi Chiến tranh thế giới thứ nhất nổ ra, Pháp, Anh và Bỉ xâm lược Cameroon thuộc Đức. Nhiều người Gbaya đã tham gia cùng với người Pháp để trả thù sự áp bức mà họ đã phải gánh chịu dưới bàn tay của người Đức. Khi rút lui, quân Đức sử dụng chiến thuật tiêu thổ, thiêu rụi nhiều ngôi làng Gbaya. Dân tộc này cũng bị tổn thất nặng nề khi một số binh lính thuộc lực lượng Force Publique của Congo hãm hiếp và giết hại dân địa phương. Để thoát khỏi nỗi kinh hoàng của chiến tranh, nhiều bộ lạc Gbaya đã đến sống sâu trong rừng nhiệt đới, và chẳng bao lâu những hủ tục cũ mà chính quyền Đức đã cố gắng dẹp bỏ, chẳng hạn như chiến tranh giữa các bộ tộc, chế độ nô lệ và ăn thịt đồng loại, lại trở nên phổ biến.
Năm 1928, việc người Pháp thi hành lao động cưỡng bức để xây dựng Đường sắt Congo-Đại Dương cùng sự trỗi dậy của Karnu, một nhà tiên tri người Gbaya, người tuyên bố sở hữu sức mạnh ma thuật có thể đánh bại người Pháp, đã khiến bộ tộc này nổi dậy hàng loạt. Karnu sớm bị giết, nhưng cuộc nổi dậy vẫn tiếp tục diễn ra trong khoảng ba năm cho đến khi người Pháp cuối cùng dập tắt nó.
Người dân Gbaya cảm thấy bị phân biệt đối xử trong lĩnh vực chính trị, ngay cả sau khi độc lập từ người Pháp. Chỉ đến những năm 1990, một số nhà lãnh đạo Gbaya nổi bật mới bắt đầu được nhận vào các vị trí lãnh đạo cao hơn trong chính phủ. Những ước tính gần đây về dân số có sự khác biệt rõ rệt, từ 1,2 triệu người xuống 685.100 người, trong đó 358.000 người sống ở Cameroon.

## Phân nhóm và ngôn ngữ
Các nhóm phụ của người Gbaya bao gồm Bokoto, Kara, Kaka, Buli và Bwaka. Người Gbaya nói một ngôn ngữ thuộc phân nhóm Adamawa-Ubangi của ngữ hệ Niger-Congo.